# Kosse
Pour les articles homonymes, voir Kosse (homonymie).
Kosse (ou Kose Bamboko, Kasse) est un village du Cameroun situé dans le département de la Meme et la Région du Sud-Ouest. Il fait partie de la commune de Mbonge.

## Population
Le village comptait 39 habitants en 1953, puis 17 en 1968, principalement des Bamboko.
Lors du recensement national de 2005, la localité comptait 24 habitants.